# Совєтськ (Калінінградська область)
Совє́тськ (рос. Советск) або Тільзит/Тильжа (нім. Tilsit, пол. Tylża, лит. Tilžė) — місто в Калінінградській області Росії.
Друге за кількістю населення (після обласного центру) місто Калінінградської області — 44,6 тис. чол. (2011).
Місто розташоване поблизу від злиття річок Тильжа та Німан, з'єднане митним терміналом із литовським берегом через міст королеви Луїзи.
Промисловий центр: підприємства целюлозно-паперової, радіоелектронної, легкої та харчової промисловості. Транспортний вузол.
Тут у 1807 році між Наполеоном I і царем Олександром I був підписаний Тільзитський мирний договір.

## Відомі особистості
В поселенні народився:
- Бряуніс Альгімантас Іонович (* 1964) — радянський і литовський футболіст, воротар; тренер.